# Nusa Nak
Nusa Nak ist eine kleine, indonesische Insel im Timorarchipel (Kleine Sundainseln). Sie gehört zum Regierungsbezirk (Kabupaten) Rote Ndao in der Provinz Ost-Nusa Tenggara.
Nusa Nak liegt vor der Südküste der Insel Roti. Südwestlich liegt die Insel Lai. Nusa Nak ist unbewohnt.